# Middlebury (Connecticut)
Middlebury es un pueblo ubicado en el condado de New Haven en el estado estadounidense de Connecticut. En el año 2005 tenía una población de 6,974 habitantes y una densidad poblacional de 151 personas por km².

## Demografía
Según la Oficina del Censo en 2000 los ingresos medios por hogar en la localidad eran de $70,469 y los ingresos medios por familia eran $81,370. Los hombres tenían unos ingresos medios de $51,925 frente a los $37,104 para las mujeres. La renta per cápita para la localidad era de $33,056. Alrededor del 2.7% de la población estaban por debajo del umbral de pobreza.